# Ukwega
Ukwega ist ein Verwaltungsbezirk (englisch Ward) des Distrikts Kilolo in der tansanischen Region Iringa.

## Geografie
Ukwega ist ein Bezirk auf dem südlichen Hochland von Tansania etwa 50 Kilometer Luftlinie südöstlich der Regionshauptstadt Iringa. Der Bezirk grenzt im Nordwesten an Mlafu, im Nordosten an Udekwa, im Osten an den Udzungwa-Mountains-Nationalpark, im Süden an Kimala und im Westen an Dabaga und Kising'a. Bei der Volkszählung 2022 lebten 7915 Menschen in 1871 Haushalten auf einer Fläche von 390 Quadratkilometern.

## Gliederung
Der Bezirk besteht aus sechs Gemeinden (swahili Mtaa) mit 34 Orten (Kitongoji):
| Kising'a - Madisi - Kidumka - Kibaoni - Mhembi - Madibila A - Madibila B | Makungu - Lukuvi - Mwanaliangali - Misufini - Mhongola | Mkalanga - Masasi - Mkalanga - Matembo - Kavicho - Msufini | Ipalamwa - Ihongole - Shuleni - Kati - Mifugo - Kivanga - Ndege | Ukwega - Kati A - Kati B - Iwanda A - Iwanda B - Selebu - Mnenguka A - Mnenguka B - Nyahili | Isele - Isele A - Isele B - Igalamo - Malambo A - Malambo B |

## Infrastruktur
- Gesundheit: In den Gemeinden Makungu[7] und Ukwega[8] befindet sich je eine staatliche Apotheke, in Ipalamwa ein privates Krankenhaus.[9]
- Bildung: Im Bezirk gibt es zwei weiterführende Schulen.[10] Die Ukwega Secondary School ist staatlich, die Ipalamwa Secondary School wird von der evangelisch-lutherischen Kirche geführt. Beide bilden Tages- und Internatsschüler bis zur 4. Stufe aus.[11][12]